# وريد مستقيمي سفلي
يقوم الجزء السفلي للضفيرة الباسورية الخارجية، بتصريف الدم عن طريق الوريد المستقيمي السفلي (أو يسمى الوريد الباسوري السفلي) ثم يقوم بالتصريف إلى الوريد الفرجي الغائر.
الاعتلالات التي قد تصيب الوريد المستقيمي السفلي تأتي على شكل نزيف معدي معوي سفلي. واعتمادًا على درجة الالتهاب يمكن إعطاء درجة لهذا الاعتلال تتراوح من 1 إلى 4.

## صور إضافية

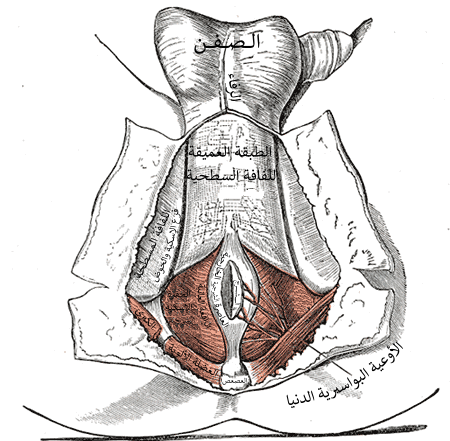
العجان: الغشاء والطبقة السطحية للنسيج السطحي (مقلوبة).